# 2874 Jim Young
Jim Young (asteróide 2874) é um asteróide da cintura principal, a 1,9423894 UA. Possui uma excentricidade de 0,1346782 e um período orbital de 1 228,38 dias (3,36 anos).
Jim Young tem uma velocidade orbital média de 19,87986494 km/s e uma inclinação de 4,89495º.
Este asteróide foi descoberto em 13 de Outubro de 1982 por Edward Bowell.